# Dragiša Pešić
Dragiša Pešić (srbskou cyrilicí Драгиша Пешић; * 8. srpna 1954, Danilovgrad – 8. září 2016) byl černohorský politik, který byl posledním premiérem Jugoslávie před její transformací ve Státní společenství Srbsko a Černá Hora v únoru 2003.
Vystudoval ekonomické vědy na Fakultě ekonomie Univerzity v Sarajevu. V letech 1990 až 1998 byl starostou Podgorice (do roku 1992 Titograd). V roce 1998 se stal ministrem financí ve vládě Momira Bulatoviće. V červenci 2001 se stal premiérem Svazové republiky Jugoslávie.
V současnosti je předsedou Socialistické lidové strany Černé Hory.